# Kamionka (Lubartów)
Pour les articles homonymes, voir Kamionka.
Kamionka (prononciation : [kaˈmjɔnka]) est un village polonais de la gmina de Kamionka dans le powiat de Lubartów de la voïvodie de Lublin dans l'est de la Pologne.
Le village est le siège administratif (chef-lieu) de la gmina appelée gmina de Kamionka.
Il se situe à environ 10 kilomètres à l'ouest de Lubartów (siège du powiat) et 26 kilomètres au nord de Lublin (capitale de la voïvodie).
Le village comptait approximativement une population de 1 925 habitants en 2010.

## Histoire
De 1975 à 1998, le village est attaché administrativement à l'ancienne Voïvodie de Lublin.

Depuis 1999, il fait partie de la nouvelle voïvodie de Lublin.